# Ghassan Massoud
Ghassan Massoud (arabul: غسّان مسعود; Tartúsz, 1958. szeptember 20. –) szíriai színész. 

## Élete és pályafutása
A nem arab közönség elsősorban Ridley Scott 2005-ös Mennyei királyság című rendezéséből ismerheti, amelyben Szaladin egyiptomi szultánt alakítja. Muszlim vallású színészként először voltak fenntartásai a szereppel kapcsolatban (a 2001. szeptember 11-i események idején a film elő-produkciós fázisa zajlott és a téma igen kényesnek bizonyult), azonban később elismerően nyilatkozott. Állítása szerint a film lerombolja a régről fennmaradt sztereotípiákat a muzulmánokról, és felhívja az amerikaiak figyelmét a diplomáciában rejlő lehetőségekre a közel-keleti problémák tekintetében is.
A magyar közönség ismerheti még a A Karib-tenger kalózai: A világ végén című filmből, amelyben Ammand kapitányt játssza, illetve a Farkasok völgye: Irak című filmből, melyben Abdurrahman Halis Karukit alakítja.

## Szerepei
| Év   | Cím                                   | Szerep                   |
| ---- | ------------------------------------- | ------------------------ |
| 2012 | (Farouk Omar)                         | Abu Bakr                 |
| 2009 | (Kelebek)                             | Mevlevi Dede             |
| 2008 | (The Promise)                         | Sahrawi                  |
| 2007 | A Karib-tenger kalózai: A világ végén | Ammand kapitány          |
| 2006 | (Dhilal al sammt)                     | -                        |
| 2006 | Farkasok völgye: Irak                 | Abdurrahman Halis Karuki |
| 2005 | Mennyei királyság                     | Szaladin                 |